# Erzbistum Évora
Das Erzbistum Évora (lateinisch Archidioecesis Eborensis, portugiesisch Arquidiocese de Évora) ist eine in Portugal gelegene römisch-katholische Erzdiözese mit Sitz in Évora.

## Geschichte
Das Erzbistum Évora wurde im 4. Jahrhundert als Bistum Évora errichtet. Infolge der Islamischen Expansion ging das Bistum Évora unter. 1166 konnte das Bistum Évora infolge der Reconquista erneut errichtet werden. Es wurde dem Erzbistum Braga als Suffraganbistum unterstellt. 1394 wurde das Bistum Évora durch Papst Bonifatius IX. mit der Apostolischen Konstitution In eminentissimae dignitatis dem Patriarchat von Lissabon als Suffraganbistum unterstellt.
Am 24. September 1540 wurde das Bistum Évora durch Papst Paul III. mit der apostolischen Konstitution Gratiae divinae praemium zum Erzbistum erhoben. Das Erzbistum Évora gab am 2. April 1550 Teile seines Territoriums zur Gründung des Bistums Portalegre ab. Eine weitere Gebietsabtretung erfolgte am 10. Juli 1770 zur Gründung des Bistums Beja.

## Weblinks

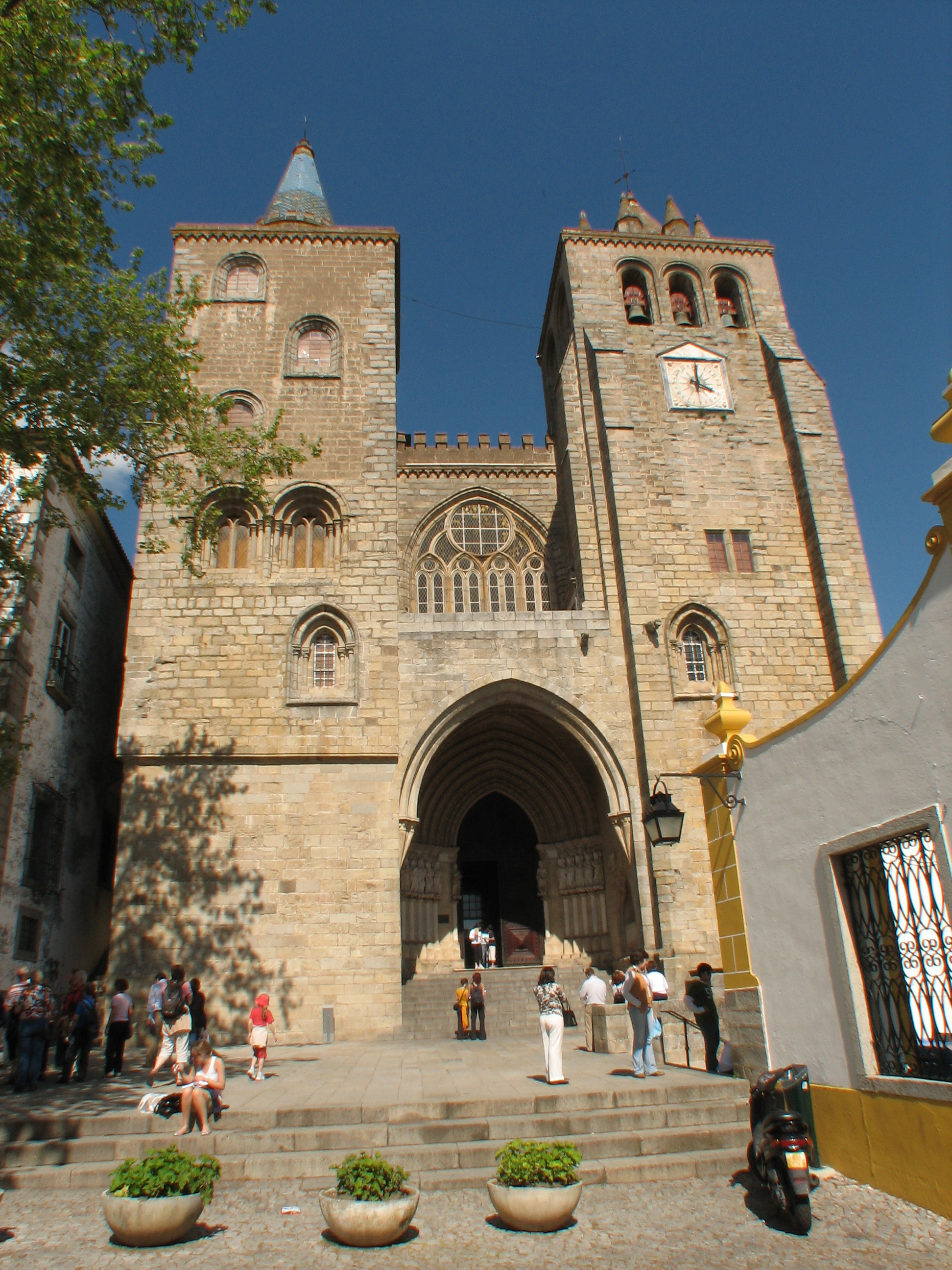
Sé Catedral de Santa Maria da Assunção in Évora